# Myntfot
En myntfot eller myntstandard är det genom lag bestämda förhållandet mellan en viktenhet myntmetall och myntets räkneenhet. Med andra ord hur mycket guld eller silver det måste vara i mynt av en viss valör. Mynt kan i praktiken präglas i en annan metall än myntfoten, men det krävs att de vid erfordran av landets centralbank kan inlösas mot den angivna mängden metall. Ett mynt kan alltså ha ett metallvärde som är skilt från det symboliska värdet i handeln.
Ordet fot betyder här enhet eller standard.

## Värdeförändring
Under tidernas lopp har myntfoten i de flesta länder gång på gång ändrats, vanligen från "tyngre" till "lättare", det vill säga man har av samma viktenhet myntmetall präglat ett ökat antal myntstycken av samma nominella valör, varvid dessa antingen gjorts lättare, med bibehållande av samma legering som förut, eller fått minskat värde, genom större tillsats av oädel metall, eller också försämrats både till "skrot och korn" (vikt och finhalt). Det innebär reell inflation.

## Skandinavien
Sverige hade från att de första mynten började präglas runt år 1000 huvudsakligen silvermyntfot, då guldmynt som präglades i Sverige främst var tänkta att kunna användas i internationell handel. Daler infördes 1534 och var cirkulationsmynt eller utrikeshandelsmynt i många olika varianter till 1872, bland annat som riksdaler och daler silvermynt. På 1620-talet började man även mynta kopparmynt, vilka dock snart sjönk i värde vilket ledde till bimetallism och en separat kopparmyntfot. Från 1745 hade Sverige också en för stor sedelutgivning, något som gjorde dem oinlösbara och i praktiken ledde till en separat pappersmyntfot. Efter en myntrealisation 1777 övergick Sverige till silvermyntfot.
Den skandinaviska myntunionen (Danmark, Norge och Sverige) införde guldmyntfoten år 1873. Värdet på kronan sattes så att 1 kg guld motsvarade 2 480 kronor. Under ingången av 2024 var priset på 1 kg guld omkring 670 000 svenska kronor, vilket innebär att kronan vid guldmyntfotens införande var värd omkring 270 gånger mer räknat i guld. Guldmyntfoten suspenderades 2 augusti 1914. I november 1922 knöts kronan åter de facto till guldet. Den 1 april 1924 återinfördes guldmyntfoten formellt (de jure), för att åter suspenderas 27 september 1931.. Den 28 augusti 1939 knöts kronan till dollarn som åtminstone under Bretton Woodssystemet (1945–1973, Sverige gick med 31 augusti 1951) var knuten till guld. USA avskaffade dock guldmyntfoten 1971 vilket fick Bretton Woodssystemet att kollapsa 15 augusti detta år. Kronans formella koppling till guld upphörde sedan 1973 eller 1974.

## Guld- relativt pappersmyntfot
Vanligtvis använder man emellertid ordet myntfot för att beteckna det ämne, varav ett lands huvudmynt är gjort. Idag är fiatpengar eller så kallad pappersmyntfot rådande, det vill säga att papperssedlarna i sig utgör valuta utan att vara inlösbara mot guld. Längre tillbaka hade de flesta länder en silvermyntfot för den egna myntningen, medan guldmyntfot främst användes för internationellt gångbar valuta. Under 1800-talet infördes guldmyntfot i de flesta europeiska länder, speciellt kan nämnas guldfranc från 1803 som blev internationell standard, använd i Latinska myntunionen och Bank for International Settlements (BIS) till 2003.
De flesta länder som använde sig av guldmyntfot övergav denna under mellankrigstiden, men BIS stabiliserade valutahandeln med sin guldfranc. För Sveriges del upphörde guldmyntfoten att gälla 27 september 1931 då man gick över till pappersmyntfot. Ett slags guldmyntfot användes dock i västvärlden från slutet av 1940- till början av 1970-talet, det så kallade Bretton Woodssystemet.
Ända fram till 1952 angav svenska femkronorssedlarna Sveriges riksbank inlöser vid anfordran denna sedel å fem kronor med guldmynt enligt lagen om rikets mynt av den 30 maj 1873, trots att denna inlösningsrätt upphört redan 1931.
Såväl guld- som silvermyntfoten är monometallistiska system (enkel myntfot).

## Bimetallism
Bimetallism föreligger, då mynt av minst två olika metaller är huvudmynt, det vill säga fullhaltiga, obegränsade betalningsmedel och fritt utmyntbara. Det finns två slag av bimetallism, nämligen parallellmyntfot, då något bestämt värdeförhållande mellan guldet och silvret inte fastslagits, och dubbelmyntfot, då dylikt finns. Om vid dubbelmyntfot silvret inte är fritt utmyntbart ("spärrad prägling"), föreligger haltande dubbelmyntfot; så var fallet inom latinska myntunionen 1865–1873. En silverfranc vägde 15,5 gånger mera än guldvikten i guldfranc.